# Obsjtina Pirdop
obsjtina Pirdop (bulgariska: Община Пирдоп) är en kommun i Bulgarien.   Den ligger i regionen Sofijska oblast, i den centrala delen av landet, 70 km öster om huvudstaden Sofia.
Följande samhällen finns i obsjtina Pirdop:
- Pirdop

I omgivningarna runt obsjtina Pirdop växer i huvudsak lövfällande lövskog. Runt obsjtina Pirdop är det ganska glesbefolkat, med 50 invånare per kvadratkilometer.